# Partido Comunista de Bolivia
Die Partido Comunista de Bolivia (PCB) ist eine 1950 entstandene Partei in Bolivien. Sie vertritt einen marxistisch-leninistischen Standpunkt.

## Geschichte
Die Partei bildete sich zu Beginn der 1950er Jahre nachdem es bereits seit den 1920er Jahren kommunistische Organisationen in Bolivien gab. Eine der Vorgängerorganisationen war die Partido de la Izquierda Revolucionaria, aus der auch die Gründungsmitglieder der KP Boliviens kamen.
Mitte der 1960er Jahre spielte die PCB beim Versuch das kubanische Modell des bewaffneten Kampfes in andere lateinamerikanische Länder zu exportieren eine zweideutige Rolle. Einige ihrer Mitglieder hatten auf Kuba eine militärische Ausbildung erhalten, die Partei sprach sich generell jedoch gegen einen revolutionären Guerillakampf in Bolivien aus und unterstützte die von Ernesto Che Guevara geleitete Guerillatruppe Ejército de Liberación Nacional nicht – ähnlich wie auch die Führung der Sowjetunion und der KPdSU.
Seit den 1980er Jahren hat sie nur noch geringen Einfluss auf die bolivianische Politik.

## Politische Ausrichtung
Die Partei war bis zur Auflösung der Sowjetunion 1991 an der deren Politik orientiert.
Seit 2002 unterstützte sie die jeweilige Kandidatur Evo Morales’.

## Parteiführung
Einer der bekanntesten Parteiführer der bolivianischen Kommunisten war Mario Monje, der die Partei mitbegründete und von 1967 bis 1970 als Generalsekretär an ihrer Spitze stand.
Seit 2003 wird die PCB von Ignacio Mendoza Pizarro geleitet.

## Jugendorganisation
Ihre Jugendorganisation ist die Juventud Comunista de Bolivia (JCB).